# Abel Resino
Abel Resino Gómez (Velada, Toledo, 1960. február 2. –) spanyol labdarúgó, edző. Az Atlético Madrid legendája. Kapusként góltalansági világcsúcsot állított fel. Jelenleg a másodosztályú CD Castellón vezetőedzője.

## Pályafutása

### Klubcsapatban
Abel Resino karrierje 1979-ben, szülővárosában, a CD Toledo kapujában kezdődött, ahonnan 1 szezon után a CD Ciempozuelos csapatához került, amit két szezonon át szolgált, mígnem 1982-ben szerződtette az Atlético Madrid B csapata, ahol 4 évet védett, majd 1986-ban 26 éves korában végre felfigyeltek rá az első csapatnál és felvitték. A bemutatkozásra egészen 1987. április 12-ig kellett várni, amikor egy a Real Murcia elleni 2-1-re megnyert első osztályú spanyol bajnoki mérkőzésen állhatott az Atletico kapujába. Ennek ellenére az elkövetkező szezonokban sem ő számított első számú kapusnak. Egészen a ’90-91-es szezonig kellett várnia, amikor is jó teljesítményével kivívta az akkori edző Tomislav Ivić bizalmát és ő lett az első számú kapus. Abel élt is a lehetőséggel és egy 1275 perces kapott gól nélküli időszakot produkált, ami akkor abszolút világcsúcsnak számított. Ebben a szezonban természetesen ő kapta a Zamora díjat, a 33 meccsen kapott mindössze 17 góllal. Ez 0,51-es meccsenkénti gólátlagot jelent, ami a második legkevesebb a spanyol bajnokságok történetében. Kétszer nyert spanyol kupát a csapattal (1991, 1992). 1995-ben a Rayo Vallecano csapatához adták kölcsön, ahol egy szezont töltött és végül 1996-ban visszavonult. 264 első osztályú mérkőzésen védett.

### A rekord
Az 1990-91-es szezonban 1275 perces góltalansági csúcsot állított fel az Atletico kapujában. A rekord felépítését 1990. november 25-én kezdte egy RCD Mallorca – Atletico meccsen. A meccset ugyan a Mallorca nyerte 1-0-ra Claudió 31. percben szerzett góljával, de ettől kezdve 14 fordulón keresztül maradt érintetlen Abel kapuja. A rekord egészen 1997. március 17-ig egy Atlético Madrid – Sporting Gijon mérkőzésig tartott. A góltalanság egészen a 45. percig tartott, amikor Luis Enrique talált be Abel kapujába. A meccset az Atletico nyerte 3-1-re, de ez a meccs a rekord végét jelentette.

### A válogatottban
A válogatottban két alkalommal jutott szóhoz, 1991. március 27-én debütált Magyarország ellen, ahol 4–2-es magyar győzelem született.

### Edzőként
Visszavonulása után az Atlético-nál maradt és kapott munkát. Sok területen megfordult, volt kapusedző, technikai igazgató, majd másodedző a 2004/05 szezonban. A szezon végén azonban távozott és átvette a másodosztályú Ciudad de Murcia csapatát és a negyedik helyig vezette őket a 2005–2006-os szezonban, úgy, hogy még az utolsó fordulókban volt esély a feljutásra. A következő szezont is a Murcia padján kezdte és egy remek őszt produkálva a dobogón telelhettek, azonban a tavaszi fordulókban már nem Abel Resino irányította őket, mert időközben elfogadta a Levante hívó szavát és 2007 januárjában Juan Ramon Lopez Caro-t váltotta a valenciaiak kispadján.

## Sikerei, díjai
2x Copa Del Rey győztes
1991 Atlético de Madrid
1992 Atlético Madrid
1x Zamora díjas
1990/91 Atlético Madrid